# Staatscommissie-De Wilde
Staatscommissie-De Wilde was een Nederlandse Staatscommissie, ingesteld op 24 januari 1936 door het derde kabinet-Colijn om te adviseren over herziening van de Grondwettelijke bepalingen over onder meer vrijheid van drukpers, de schadeloosstelling en het pensioen van Tweede Kamerleden, de benoeming van ministers zonder portefeuille, instelling van een (derde) Kamer voor het bedrijfsleven, maatregelen tegen revolutionaire volksvertegenwoordigers en de herzieningsprocedure. Zij bracht op 8 juni 1936 verslag uit.
Voorzitter was de minister van Binnenlandse Zaken, Jacob Adriaan de Wilde. Ondervoorzitter was minister van Justitie Josef van Schaik. Secretaris-Generaal Karel Frederiks trad op als secretaris.

## Leden
| Naam                               | functie                         | politieke kleur | opmerking       |
| ---------------------------------- | ------------------------------- | --------------- | --------------- |
| Jacob Adriaan de Wilde             | Minister van Binnenlandse Zaken | ARP             | voorzitter      |
| Josef van Schaik                   | Minister van Justitie           | RKSP            | ondervoorzitter |
| Piet Aalberse                      | Tweede Kamerlid                 | RKSP            |                 |
| Willem Albarda                     | Tweede Kamerlid                 | SDAP            |                 |
| Anne Anema                         | Eerste Kamerlid en hoogleraar   | ARP             |                 |
| George van den Bergh               | hoogleraar                      | SDAP            |                 |
| Steven Edzo Broeils Bierema        | Tweede Kamerlid                 | LSP             |                 |
| Dirk de Geer                       | Tweede Kamerlid                 | CHU             |                 |
| E.J.J. van der Heyden              | hoogleraar                      | RKSP            |                 |
| Dolf Joekes                        | Tweede Kamerlid                 | VDB             |                 |
| Roelof Kranenburg                  | Eerste Kamerlid en hoogleraar   | VDB             |                 |
| Reint Hendrik de Vos van Steenwijk | Commissaris der Koningin        | LSP             |                 |
| Bonne de Savornin Lohman           | Eerste Kamerlid en hoogleraar   | CHU             |                 |
| Jan Schouten                       | Tweede Kamerlid                 | ARP             |                 |

## Behandelde onderwerpen
- recht van vrijheid en drukpers
- inkomen van de Kroon
- regeling van gevallen waarin de Raad van State wordt gehoord
- benoeming ministers zonder portefeuille
- mogelijkheid om het kiesrecht te wijzigen ter bevordering van een gezonde werking van het parlementaire stelsel
- mogelijkheid tot instelling van een Kamer voor het bedrijfsleven
- maatregelen tegen revolutionaire volksvertegenwoordigers
- instelling van verordenende lichamen voor bepaalde bedrijfstakken
- de Algemene Rekenkamer
- de procedure van Grondwetsherziening